# Епархия Форт-Уэрта
Епархия Форт-Уэрта (лат. Dioecesis Arcis-Vorthensis) — епархия Римско-Католической церкви в городе Форт-Уэрт, штат Техас, США. Епархия Форт-Уэрта входит в митрополию Сан-Антонио. Кафедральным собором епархии Форт-Уэрта является Собор Святого Патрика.

## История
9 августа 1969 года Римский папа Павел VI издал буллу Quoniam homines, которой разделил Далласа-Уэрта, образовав епархии Форт-Уэрта и Далласа. 

## Ординарии епархии
- епископ Джон Джозеф Кассата[англ.] (22.08.1969 — 16.09.1980)
- епископ Джозеф Патрик Делани[англ.] (10.07.1981 — 12.07.2005)
- епископ Кевин Уильям Ванн[англ.] (12.07.2005 — 21.09.2012) — назначен епископом Оринджа
- епископ Майкл Форс Олсон[англ.] (с 19.11.2013)

## Источник
- Annuario Pontificio, Libreria Editrice Vaticana, Città del Vaticano, 2003, ISBN 88-209-7422-3
- Булла Quoniam homines  (лат.)